# Aeropuerto de Copenhague-Roskilde
El Aeropuerto de Copenhague-Roskilde (en danés: Københavns Lufthavn, Roskilde)  (IATA: RKE, OACI: EKRK) está ubicado a 7 km al sudeste de Roskilde, cerca del pueblo de Tune, Dinamarca. Fue inaugurado en 1973 como el primero de tres aeropuertos de apoyo en los alrededores de Copenhague. Este plan fue luego reducido, de modo que los otros dos nunca pasaron de la etapa de proyecto. El aeropuerto es propiedad de Københavns Lufthaven A/S (Aeropuertos de Copenhague S.A.), el cual también opera el Aeropuerto de Copenhague-Kastrup. En 2003 tuvo un tráfico de 43.220 pasajeros.
El aeropuerto está abierto las 24 horas y tiene facilidades de inmigración y aduana para el tráfico internacional, pero es utilizado principalmente por taxis aéreos, turismo y vuelos de entrenamiento. También es la base de algunas escuelas de pilotos. El aeropuerto es la base para más de la mitad de la flota de aeronaves GA. Cuenta con algunos servicios regulares a pequeñas islas, pero el Aeropuerto de Roskilde está planeando una expansión para incluir servicios internacionales de bajo costo y vuelos chárter.
Los servicios de autobús desde y hacia el aeropuerto son esporádicos, debido a su uso limitado.

## Aerolíneas y destinos
| Aerolíneas          | Destinos                 |
| ------------------- | ------------------------ |
| Copenhagen Air Taxi | Anholt, Læsø             |
| Starling Air        | Ærø, Ringsted, Svendborg |

## Estadísticas
Ver fuente y consulta Wikidata.